# Chiliotrichiopsis
Chiliotrichiopsis  Cabrera, 1937 è un genere di piante angiosperme dicotiledoni della famiglia delle Asteraceae, sottofamiglia Asteroideae, tribù Astereae (Basal grade) e sottotribù Chiliotrichinae.

## Etimologia
Il nome del genere è derivato dal genere Chiliotrichum e dalla parola greca “opsis” (= simile a), denotando la somiglianza di queste piante con quelle appartenenti al genere Chiliotrichum.
Il nome scientifico del genere è stato definito dal botanico Angel Lulio Cabrera (1908-1999) nella pubblicazione " Notas del Museo de La Plata. Botanica. [Instituto del Museo de la Universidad Nacional de La Plata]. Buenos Aires" ( Notas Mus. La Plata, Bot. 2: 172 ) del 1937.

## Descrizione
Portamento. Le specie di questo genere hanno un habitus di tipo arbustivo globoso ericoide.
Fusto. La parte aerea in genere è eretta, ascendente e densamente ramificata. I rami hanno 6 - 8 coste longitudinali e sono punteggiati di ghiandole e tomento.
Foglie. Le foglie, persistenti, sono disposte in modo alternato, posizionate alla base degli steli, e sono sessili. Con forme da lineari-oblunghe a obovate o strettamente ellittiche, apici da ottusi a acuti, margini da interi a revoluti, solitamente ridotte, sono coriacee e di tipo ericoide. La superficie abassiale è densamente tomentosa. La consistenza è coriacea o cartacea.
Infiorescenza. Le sinflorescenze sono scapose (capolini solitari); raramente con 3 - 4 capolini. Le infiorescenze vere e proprie sono composte da un capolino terminale brevemente peduncolato di tipo radiato (o discoidale) con fiori spesso omogami. I capolini sono formati da un involucro, con forme ampiamente campanulate a cilindriche (l'involucro è tomentoso-glutinoso), composto da 15 - 25 brattee, al cui interno un ricettacolo fa da base ai fiori di due tipi: fiori del raggio e fiori del disco. Le brattee, persistenti, con forme da ampiamente lanceolate a lineari-lanceolate, apici acuti, margini lacerati-cigliati e a consistenza erbacea, sono disposte in modo più o meno embricato su 2 - 5 serie. Il ricettacolo è provvisto di pagliette (conduplicate) o parzialmente con pagliette a protezione della base dei fiori; la forma è convessa.
Fiori.  I fiori sono tetra-ciclici (formati cioè da 4 verticilli: calice – corolla – androceo – gineceo) e pentameri (calice e corolla formati da 5 elementi). Si distinguono in:
- fiori del raggio (esterni): se presenti sono 5 - 9 per capolino e sono femminili con forme ligulate (struttura zigomorfa); sono presenti staminoidi;
- fiori del disco (centrali): sono più numerosi (da 13 a 35) con forme tubulose (attinomorfe); sono ermafroditi o (raramente) funzionalmente maschili.

- Formula fiorale:

*/x K {\displaystyle \infty }, [C (5), A (5)], G 2 (infero), achenio
- Calice: i sepali del calice sono ridotti ad una coroncina di squame.

- Corolla: 
  - fiori del raggio: la forma della corolla alla base è più o meno tubulosa-imbutiforme, mentre all'apice è ampiamente ligulata; la ligula può terminare con tre lobi; il colore è giallo;
  - fiori del disco: la forma è tubulare-imbutiforme bruscamente divaricata in 5 lobi; i lobi, patenti, eretti o ricurvi, hanno una forma deltata o più o meno lanceolata; il colore è giallo.

- Androceo: l'androceo è formato da 5 stami sorretti da filamenti generalmente liberi; gli stami sono connati e formano un manicotto circondante lo stilo; le teche (produttrici del polline) alla base sono leggermente sagittate; le appendici apicali delle antere hanno delle forme piatte e lanceolate; il tessuto endoteciale (rivestimento interno dell'antera) è quasi sempre polarizzato (con due superfici distinte: una verso l'esterno e una verso l'interno). Il polline è sferico con un diametro medio di circa 25 micron;  è tricolporato (con tre aperture sia di tipo a fessura che tipo isodiametrica o poro) ed è echinato (con punte sporgenti).[10][12]

- Gineceo: l'ovario è infero uniloculare formato da 2 carpelli.[6] Lo stilo (il recettore del polline) è profondamente bifido (con due stigmi divergenti) e con le linee stigmatiche marginali separate; la base dello stilo è rigonfia.[13] I due bracci dello stilo hanno una forma triangolare e possono essere papillosi o ricoperti da ciuffi di peli.

Frutti. I frutti sono degli acheni con pappo; in alcune specie è presente un certo dimorfismo (gli acheni dei fiori del raggio differiscono dagli acheni dei fiori del disco);
- achenio: gli acheni, con forme oblanceolate e scarsamente compresse, hanno 5 nervature (o coste) laterali; la superficie è cosparsa da setole, qualche volta è ghiandolosa; la parete dell'achenio è formata da celle contenenti rafidi ma prive di fitomelanina; il carpoforo normalmente è anulare; le setole con punte a forma di ancora non sono presenti;
- pappo: il pappo è formato da una serie di setole appiattite disuguali con margini fimbriati e (alcune) fuse alla base.

## Biologia
Impollinazione: l'impollinazione avviene tramite insetti (impollinazione entomogama tramite farfalle diurne e notturne).

Riproduzione: la fecondazione avviene fondamentalmente tramite l'impollinazione dei fiori (vedi sopra).

Dispersione: i semi (gli acheni) cadendo a terra sono successivamente dispersi soprattutto da insetti tipo formiche (disseminazione mirmecoria). In questo tipo di piante avviene anche un altro tipo di dispersione: zoocoria. Infatti gli uncini delle brattee dell'involucro (se presenti) si agganciano ai peli degli animali di passaggio disperdendo così anche su lunghe distanze i semi della pianta. Inoltre per merito del pappo il vento può trasportare i semi anche a distanza di alcuni chilometri (disseminazione anemocora).

## Distribuzione e habitat
Le specie di questo genere sono distribuite in Argentina, Bolivia e Perù.

## Sistematica
La famiglia di appartenenza di questa voce (Asteraceae o Compositae, nomen conservandum) probabilmente originaria del Sud America, è la più numerosa del mondo vegetale, comprende oltre 23.000 specie distribuite su 1.535 generi, oppure 22.750 specie e 1.530 generi secondo altre fonti (una delle checklist più aggiornata elenca fino a 1.679 generi). La famiglia attualmente (2021) è divisa in 16 sottofamiglie; la sottofamiglia Asteroideae è una di queste e rappresenta l'evoluzione più recente di tutta la famiglia.

### Filogenesi
La tribù Astereae (una delle 21 tribù della sottofamiglia Asteroideae) comprende circa 40 sottotribù. In base alle ultime ricerche nella tribù sono stati individuati (provvisoriamente) 5 principali lignaggi:
- Basal grade: include alcuni generi isolati, il gruppo "South American-Oceania",  alcune sottotribù africane e il gruppo dei generi legnosi del Madagascar.
- Bellis lineage: comprende le sottotribù eurasiatiche e una sottotribù africana.
- Aster lineage: include i generi asiatici di Asterinae e i principali gruppi dell'Australia e dell'Oceania.
- Baccharis lineage: include alcuni gruppi sudamericani.
- North American lineage: include la vasta gamma di sottotribù del Nordamerica, Messico e alcuni gruppi distribuiti nel Sudamerica.

Il genere Chiliotrichiopsis (insieme alla sottotribù Chiliotrichinae) è incluso nel lignaggio "Basal grade". In particolare fa parte del sottogruppo relativo agli areali del Sudamerica. Le specie di questo gruppo sono caratterizzate da un livello di ploidia 2x o 4x. La sottotribù è suddivisa in tre cladi (o gruppi): Chiliotrichum clade - Nardophyllum clade - Llerasia clade. Il genere Chiliotrichiopsis è incluso nel clade "Nardophyllum" insieme ai generi Katinasia - Nardophyllum - Cabreraea. Questo clade è da moderatamente a ben supportato e l'unico carattere morfologico comune a tutte le specie del gruppo sono gli acheni villosi, fittamente ricoperti da corti tricomi gemelli. Altri caratteri secondari sono i capolini di tipo discoidale e i ricettacoli parzialmente con pagliette.
In precedenti trattazioni questo genere è descritto all'interno della sottotribù Hinterhuberinae (ora sinonimo della sottotribù Baccharidinae).
I caratteri distintivi del genere di questa voce sono:
- i fiori del raggio non sempre sono presenti;
- il pappo è fatto di scaglie lacerato-fimbriate, sottili, piatte e separate;
- gli acheni talvolta sono fortemente ghiandolosi e viscidi.

### Elenco delle specie
Questo genere ha 3 specie:
- Chiliotrichiopsis keideli Cabrera
- Chiliotrichiopsis ledifolia  (Griseb.) Cabrera
- Chiliotrichiopsis peruviana  G.L.Nesom, H.Rob. & A.Granda